# Campionati del mondo di atletica leggera indoor 2018 - Eptathlon
La gara dell'eptathlon maschile si è tenuta il 2 ed il 3 marzo.
La IAAF ha deciso le partecipanti, invitando a partecipare i 12 concorrenti secondo questi criteri:
- - Il vincitore del Combined Events Challenge 2017;
  - I 5 migliori atleti provenienti dalle classifiche outdoor 2017 (al 31 dicembre 2017), con un massimo di un atleta per Paese;
  - I cinque migliori atleti provenienti dalle classifiche indoor 2018 (al 12 febbraio 2018);
  - Un atleta scelto a discrezione della IAAF.

## Dettaglio gare

### 60 metri piani
Le 2 batterie sono cominciate il 2 marzo alle 9:59.
| Pos. | Batt, | Nome                 | Nazione     | Ris. | Punti | Note |
| ---- | ----- | -------------------- | ----------- | ---- | ----- | ---- |
| 1    | 1     | Damian Warner        | Canada      | 6.74 | 977   | PB   |
| 2    | 2     | Kévin Mayer          | Francia     | 6.85 | 936   | PB   |
| 3    | 2     | Zachery Ziemek       | Stati Uniti | 6.89 | 922   | SB   |
| 4    | 2     | Dominik Distelberger | Austria     | 6.93 | 907   |      |
| 5    | 2     | Oleksiy Kasyanov     | Ucraina     | 6.95 | 900   |      |
| 6    | 2     | Eelco Sintnicolaas   | Paesi Bassi | 6.96 | 897   |      |
| 7    | 2     | Lindon Victor        | Grenada     | 6.98 | 889   |      |
| 8    | 1     | Ruben Gado           | Francia     | 6.99 | 886   | SB   |
| 9    | 1     | Jan Doležal          | Rep. Ceca   | 7.04 | 868   |      |
| 10   | 1     | Kai Kazmirek         | Germania    | 7.15 | 830   | SB   |
| 11   | 1     | Maicel Uibo          | Estonia     | 7.20 | 813   | SB   |
| 12   | 1     | Kurt Felix           | Grenada     | 7.21 | 809   | SB   |

### Salto in lungo
La gara è iniziata alle 10:40 del 2 marzo.
| Pos. | Nome                 | Nazione     | #1   | #2   | #3   | Ris. | Punti | Note | Totale |
| ---- | -------------------- | ----------- | ---- | ---- | ---- | ---- | ----- | ---- | ------ |
| 1    | Kai Kazmirek         | Germania    | 7.08 | 7.68 | 7.18 | 7.68 | 980   | PB   | 1810   |
| 2    | Kévin Mayer          | Francia     | 7.43 | 7.36 | 7.55 | 7.55 | 947   | PB   | 1883   |
| 3    | Oleksiy Kasyanov     | Ucraina     | x    | 7.43 | x    | 7.43 | 918   |      | 1818   |
| 4    | Maicel Uibo          | Estonia     | x    | 7.41 | x    | 7.41 | 913   | PB   | 1726   |
| 5    | Damian Warner        | Canada      | 7.11 | 7.39 | x    | 7.39 | 908   |      | 1885   |
| 6    | Dominik Distelberger | Austria     | 6.99 | 7.08 | 7.35 | 7.35 | 898   |      | 1805   |
| 7    | Ruben Gado           | Francia     | 7.26 | x    | x    | 7.26 | 876   |      | 1762   |
| 8    | Zachery Ziemek       | Stati Uniti | 7.09 | 6.96 | 7.21 | 7.21 | 864   | SB   | 1786   |
| 9    | Eelco Sintnicolaas   | Paesi Bassi | 6.94 | 7.01 | 7.15 | 7.15 | 850   | SB   | 1747   |
| 10   | Jan Doležal          | Rep. Ceca   | 6.96 | 7.04 | 6.84 | 7.04 | 823   |      | 1691   |
| 11   | Kurt Felix           | Grenada     | 6.93 | x    | x    | 6.93 | 797   |      | 1606   |
| 12   | Lindon Victor        | Grenada     | x    | x    | 5.55 | 5.55 | 492   |      | 1381   |

### Getto del peso
La gara è iniziata alle 11:59 del 2 marzo.
| Pos. | Atleta               | Nazione     | #1    | #2    | #3    | Ris.  | Punti | Note | Totale |
| ---- | -------------------- | ----------- | ----- | ----- | ----- | ----- | ----- | ---- | ------ |
| 1    | Kévin Mayer          | Francia     | x     | 14.49 | 15.67 | 15.67 | 831   |      | 2714   |
| 2    | Lindon Victor        | Grenada     | x     | 15.54 | x     | 15.54 | 823   | SB   | 2204   |
| 3    | Damian Warner        | Canada      | 14.90 | x     | 13.89 | 14.90 | 784   | PB   | 2669   |
| 4    | Jan Doležal          | Rep. Ceca   | 14.17 | 14.82 | 14.16 | 14.82 | 779   | PB   | 2470   |
| 5    | Kai Kazmirek         | Germania    | x     | 13.54 | 14.55 | 14.55 | 762   | PB   | 2572   |
| 6    | Kurt Felix           | Grenada     | 14.35 | 14.39 | x     | 14.39 | 752   | SB   | 2358   |
| 7    | Maicel Uibo          | Estonia     | 14.30 | 14.01 | 14.19 | 14.30 | 747   |      | 2473   |
| 8    | Oleksiy Kasyanov     | Ucraina     | 14.03 | 14.16 | x     | 14.16 | 738   | SB   | 2556   |
| 9    | Eelco Sintnicolaas   | Paesi Bassi | 14.09 | 14.00 | 14.02 | 14.09 | 734   |      | 2481   |
| 10   | Ruben Gado           | Francia     | 13.61 | 13.12 | 13.17 | 13.61 | 704   | PB   | 2466   |
| 11   | Zachery Ziemek       | Stati Uniti | 12.52 | 13.45 | 13.48 | 13.48 | 697   |      | 2483   |
| 12   | Dominik Distelberger | Austria     | 12.46 | 12.21 | 13.04 | 12.24 | 670   |      | 2475   |

### Salto in alto
La gara è cominciata alle 19:44 del 2 marzo.
| Pos. | Gruppo | Atleta               | Nazione     | 1.81 | 1.84 | 1.87 | 1.90 | 1.93 | 1.96 | 1.99 | 2.02 | 2.05 | 2.08 | 2.11 | 2.14 | 2.17 | 2.20 | Ris. | Punti | Note | Totale |
| ---- | ------ | -------------------- | ----------- | ---- | ---- | ---- | ---- | ---- | ---- | ---- | ---- | ---- | ---- | ---- | ---- | ---- | ---- | ---- | ----- | ---- | ------ |
| 1    | B      | Maicel Uibo          | Estonia     | –    | –    | –    | –    | –    | –    | –    | o    | –    | xo   | o    | xxo  | xo   | xxx  | 2.17 | 963   | PB   | 3436   |
| 2    | A      | Kai Kazmirek         | Germania    | –    | –    | –    | –    | o    | –    | xo   | xo   | xxo  | xxx  |      |      |      |      | 2.05 | 850   | SB   | 3422   |
| 3    | A      | Zachery Ziemek       | Stati Uniti | –    | –    | –    | –    | –    | o    | o    | o    | xxx  |      |      |      |      |      | 2.02 | 822   |      | 3305   |
| 4    | A      | Damian Warner        | Canada      | –    | –    | –    | o    | o    | o    | o    | xo   | xxx  |      |      |      |      |      | 2.02 | 822   | PB   | 3491   |
| 5    | A      | Kévin Mayer          | Francia     | –    | –    | –    | –    | o    | –    | xo   | xo   | xxx  |      |      |      |      |      | 2.02 | 822   | SB   | 3536   |
| 6    | A      | Oleksiy Kasyanov     | Ucraina     | –    | –    | –    | xo   | o    | o    | xo   | xo   | xxx  |      |      |      |      |      | 1.99 | 794   | SB   | 3155   |
| 7    | B      | Jan Doležal          | Rep. Ceca   | –    | –    | o    | o    | xxo  | o    | xxx  |      |      |      |      |      |      |      | 1.96 | 767   |      | 3237   |
| 8    | B      | Ruben Gado           | Francia     | –    | o    | o    | o    | xo   | xxo  | xxx  |      |      |      |      |      |      |      | 1.96 | 767   |      | 3233   |
| 9    | B      | Dominik Distelberger | Austria     | –    | xo   | xo   | o    | xxo  | xxx  |      |      |      |      |      |      |      |      | 1.93 | 740   |      | 3215   |
| 10   | A      | Eelco Sintnicolaas   | Paesi Bassi | o    | –    | o    | o    | xxx  |      |      |      |      |      |      |      |      |      | 1.90 | 714   | SB   | 3195   |
| 11   | B      | Lindon Victor        | Grenada     | –    | –    | –    | –    | –    | xxx  |      |      |      |      |      |      |      |      | NM   | 0     |      | 2204   |
|      | B      | Kurt Felix           | Grenada     |      |      |      |      |      |      |      |      |      |      |      |      |      |      | DNS  |       |      | 0      |

### 60 metri ostacoli
La gara si è tenuta il 3 marzo alle 9:59.
| Pos. | Heat | Nome                 | Nazione     | Ris. | Punti | Note     | Totale |
| ---- | ---- | -------------------- | ----------- | ---- | ----- | -------- | ------ |
| 1    | 2    | Damian Warner        | Canada      | 7.67 | 1066  | SB       | 4557   |
| 2    | 2    | Kévin Mayer          | Francia     | 7.83 | 1025  |          | 4561   |
| 3    | 1    | Kai Kazmirek         | Germania    | 7.95 | 994   | PB       | 4416   |
| 4    | 2    | Eelco Sintnicolaas   | Paesi Bassi | 7.97 | 989   | PB       | 4184   |
| 5    | 2    | Dominik Distelberger | Austria     | 7.98 | 987   |          | 4202   |
| 6    | 1    | Zachery Ziemek       | Stati Uniti | 8.14 | 947   |          | 4252   |
| 7    | 1    | Maicel Uibo          | Estonia     | 8.19 | 935   | PB       | 4371   |
| 8    | 2    | Jan Doležal          | Rep. Ceca   | 8.20 | 932   |          | 4169   |
| 9    | 1    | Ruben Gado           | Francia     | 8.47 | 867   |          | 4100   |
|      | 2    | Oleksiy Kasyanov     | Ucraina     | DQ   | 0     | 168.7(b) | 3378   |
|      | 1    | Lindon Victor        | Grenada     |      |       | DNS      | 2204   |

### Salto con l'asta
| Pos. | Atleta               | Nazione     | 4.30 | 4.40 | 4.50 | 4.60 | 4.70 | 4.80 | 4.90 | 5.00 | 5.10 | 5.20 | 5.30 | 5.40 | Result | Punti | Note | Totale |
| ---- | -------------------- | ----------- | ---- | ---- | ---- | ---- | ---- | ---- | ---- | ---- | ---- | ---- | ---- | ---- | ------ | ----- | ---- | ------ |
| 1    | Eelco Sintnicolaas   | Paesi Bassi | –    | –    | –    | –    | –    | –    | –    | o    | –    | xo   | o    | xxx  | 5.30   | 1004  |      | 5188   |
| 2    | Maicel Uibo          | Estonia     | –    | –    | –    | –    | –    | –    | o    | o    | o    | o    | xo   | xxx  | 5.30   | 1004  | PB   | 5375   |
| 3    | Kai Kazmirek         | Germania    | –    | –    | –    | –    | –    | o    | –    | o    | o    | o    | xxx  |      | 5.20   | 972   | PB   | 5388   |
| 4    | Ruben Gado           | Francia     | –    | –    | –    | –    | –    | –    | –    | o    | o    | xxx  |      |      | 5.10   | 941   |      | 5041   |
| 4    | Zachery Ziemek       | Stati Uniti | –    | –    | –    | –    | –    | –    | –    | o    | o    | xxx  |      |      | 5.10   | 941   |      | 5193   |
| 6    | Kévin Mayer          | Francia     | –    | –    | –    | –    | –    | –    | –    | o    | –    | xxx  |      |      | 5.00   | 910   |      | 5471   |
| 7    | Damian Warner        | Canada      | –    | –    | –    | o    | –    | o    | xxo  | xxx  |      |      |      |      | 4.90   | 880   | PB   | 5437   |
| 8    | Dominik Distelberger | Austria     | –    | –    | –    | o    | –    | o    | xxx  |      |      |      |      |      | 4.80   | 849   |      | 5051   |
| 9    | Jan Doležal          | Rep. Ceca   | –    | –    | o    | o    | o    | xxx  |      |      |      |      |      |      | 4.70   | 819   |      | 4988   |
|      | Oleksiy Kasyanov     | Ucraina     |      |      |      |      |      |      |      |      |      |      |      |      | DNS    |       |      | 3378   |

### 1000 metri piani
La gara si è tenuta il 3 marzo alle 19:50.
| Pos. | Nome                 | Nazione     | Ris.    | Punti | Note |
| ---- | -------------------- | ----------- | ------- | ----- | ---- |
| 1    | Damian Warner        | Canada      | 2:37.12 | 906   | PB   |
| 2    | Maicel Uibo          | Estonia     | 2:38.51 | 890   | PB   |
| 3    | Ruben Gado           | Francia     | 2:38.86 | 886   | SB   |
| 4    | Kévin Mayer          | Francia     | 2:39.64 | 877   | SB   |
| 5    | Dominik Distelberger | Austria     | 2:41.49 | 857   | SB   |
| 6    | Kai Kazmirek         | Germania    | 2:42.15 | 850   | SB   |
| 7    | Eelco Sintnicolaas   | Paesi Bassi | 2:45.93 | 809   | SB   |
| 8    | Jan Doležak          | Rep. Ceca   | 2:47.99 | 787   |      |
| 9    | Zachery Ziemek       | Stati Uniti | 2:51.73 | 748   |      |

## Classifica finale
In giallo la migliore prestazione di ogni gara
| Pos. | Atleta               | Nazione     | Punti     | 60 m     | SlL      | GP        | ALTO     | 60 M O    | ASTA      | 1000 M      |
| ---- | -------------------- | ----------- | --------- | -------- | -------- | --------- | -------- | --------- | --------- | ----------- |
| 1    | Kévin Mayer          | Francia     | 6348, WL  | 936 6.85 | 947 7.55 | 831 15.67 | 822 2.02 | 1025 7.83 | 910 5.00  | 877 2:39.64 |
| 2    | Damian Warner        | Canada      | 6343, NIR | 977 6.74 | 908 7.39 | 784 14.90 | 822 2.02 | 1066 7.67 | 880 4.90  | 906 2:37.12 |
| 3    | Maicel Uibo          | Estonia     | 6265, PB  | 813 7.20 | 913 7.41 | 747 14.30 | 963 2.17 | 935 8.19  | 1004 5.30 | 890 2:38.51 |
| 4    | Kai Kazmirek         | Germania    | 6238, PB  | 830 7.15 | 980 7.68 | 762 14.55 | 850 2.05 | 994 7.95  | 972 5.20  | 850 2:42.15 |
| 5    | Eelco Sintnicolaas   | Paesi Bassi | 5997, SB  | 897 6.96 | 850 7.15 | 734 14.09 | 714 1.90 | 989 7.97  | 1004 5.30 | 809 2:45.93 |
| 6    | Zachery Ziemek       | Stati Uniti | 5941      | 922 6.89 | 864 7.21 | 697 13.48 | 822 2.02 | 947 8.14  | 941 5.10  | 748 2:51.73 |
| 7    | Ruben Gado           | Francia     | 5927      | 886 6.99 | 876 7.26 | 704 13.61 | 767 1.96 | 867 8.47  | 941 5.10  | 886 2:38.86 |
| 8    | Dominik Distelberger | Austria     | 5908      | 907 6.93 | 898 7.35 | 670 13.04 | 740 1.93 | 987 7.98  | 849 4.80  | 857 2:41.49 |
| 9    | Jan Doležal          | Rep. Ceca   | 5775      | 868 7.04 | 823 7.04 | 779 14.82 | 767 1.96 | 932 8.20  | 819 4.70  | 787 2:47.99 |
|      | Oleksiy Kasyanov     | Ucraina     | DNF       | 900 6.95 | 918 7.43 | 738 14.16 | 822 2.02 | 0 DQ      | DNS       | DNS         |
|      | Lindon Victor        | Grenada     | DNF       | 889 6.98 | 492 5.55 | 823 15.54 | 0 NM     | DNS       | DNS       | DNS         |
|      | Kurt Felix           | Grenada     | DNF       | 809 7.21 | 797 6.93 | 752 14.39 | DNS      | DNS       | DNS       | DNS         |

## Legenda
| X   | Nullo                       |
| -   | Passo                       |
| O   | Tentativo Riuscito          |
| DNF | Ritirato                    |
| DNS | Non Partito                 |
| DQ  | Squalificato                |
| WR  | Record del Mondo            |
| WL  | Miglior prestazione Annuale |
| CR  | Record Dei Campionati       |
| AIR | Record di Area Indoor       |
| NR  | Record Nazionale            |
| PB  | Record Personale            |
| SB  | Record Stagionale           |